# Manoir de Linnainen
Le manoir de Linnainen (finnois : Linnaisten kartano) est un manoir historique situé dans le quartier Linnainen de Vantaa en Finlande.

## Présentation
Le manoir de Linnainen est situé en bordure de la route Ainontie à la frontière ouest de la ville de Vantaa,,.
Le manoir est constitué de l'ancien domaine des Skinnars, qui a été acheté en 1798 et dont les propriétaires sont connus depuis 1556.
Le changement de nom en Linnainen a été effectué en 1865.
Les bâtiments de la zone du manoir sont culturellement importants.

## Architecture
Le bâtiment principal du manoir, à deux étages et au toit mansardé, a été construit au début du XIXe siècle.
Selon le plan réalisé par l'architecte Birger Brunila en 1912, le bâtiment a été modifié pour lui donner son aspect actuel.
L'étage supérieur est couvert d'un toit mansardé en tuiles avec des fenêtres dont les longs côtés ont un pignon croisé. La partie inférieure de l'étage supérieur est recouverte de planches verticales. Le rez-de-chaussée est recouvert de planches horizontales. Il y a un porche fermé sur les côtés sud et ouest du bâtiment et un porche ouvert bordé de huit colonnes sur le côté nord.
Le bâtiment principal est entouré d'un jardin à l'anglaise.

## Protection
Au manoir de Linnainen, la route Ainontie forme une partie relativement bien préservée de la route médiévale Turku-Viipuri, ou Route royale, qui est un environnement culturel bâti d'importance nationale,.